# Lista de prêmios e indicações recebidos por Alfonso Herrera
Esta é uma lista dos prêmios e indicações recebidos por Alfonso Herrera, um ator, cantor, produtor mexicano.

## Canadá International Film Festival
| Ano  | Categoria   | Indicação | Resultado | Ref.  |
| ---- | ----------- | --------- | --------- | ----- |
| 2010 | Melhor Ator | Venezzia  | Venceu    | [ 1 ] |

## Diosas de Plata
| Ano  | Categoria           | Indicação             | Resultado | Ref.  |
| ---- | ------------------- | --------------------- | --------- | ----- |
| 2009 | Revelação Masculina | Volverte a Ver        | Indicado  | [ 2 ] |
| 2015 | Melhor Ator         | La Dictadura Perfecta | Indicado  | [ 3 ] |

## Imagen Foundation Awards
| Ano  | Categoria                                   | Indicação    | Resultado | Ref.        |
| ---- | ------------------------------------------- | ------------ | --------- | ----------- |
| 2017 | Melhor Ator - Drama (Televisão)             | The Exorcist | Indicado  | [ 4 ]       |
| 2018 | Melhor Ator - Drama (Televisão)             | The Exorcist | Indicado  | [ 5 ]       |
| 2022 | Melhor Ator Coadjuvante – Drama (Televisão) | Ozark        | Indicado  | [ 6 ] [ 7 ] |

## MTV

### MTV Movie Awards México
| Ano  | Categoria      | Indicação     | Resultado | Ref.        |
| ---- | -------------- | ------------- | --------- | ----------- |
| 2003 | Vilão Favorito | Amar te Duele | Venceu    | [ 8 ] [ 9 ] |

### MTV Millennial Awards
| Ano  | Categoria        | Indicação       | Resultado | Ref.   |
| ---- | ---------------- | --------------- | --------- | ------ |
| 2014 | Agente de Câmbio | Alfonso Herrera | Venceu    | [ 10 ] |

## Nickelodeon

### Kids' Choice Awards
| Ano  | Categoria             | Indicação       | Resultado | Ref.   |
| ---- | --------------------- | --------------- | --------- | ------ |
| 2012 | Melhor Artista Latino | Alfonso Herrera | Indicado  | [ 11 ] |

### Kids Choice Awards México
| Ano  | Categoria                                  | Indicação  | Resultado | Ref.   |
| ---- | ------------------------------------------ | ---------- | --------- | ------ |
| 2010 | Personagem Masculino Favorito de uma Série | Camaleones | Indicado  | [ 12 ] |
| 2012 | Dublagem Favorita                          | El Lorax   | Indicado  | [ 13 ] |

## Prémio Ariel
| Ano  | Categoria   | Indicação          | Resultado | Ref.   |
| ---- | ----------- | ------------------ | --------- | ------ |
| 2021 | Melhor Ator | El Baile de los 41 | Venceu    | [ 15 ] |

## Prêmios Bloody Disgusting Reader's Choice
| Ano  | Categoria               | Indicação    | Resultado | Ref.   |
| ---- | ----------------------- | ------------ | --------- | ------ |
| 2018 | Melhor Ator - Televisão | The Exorcist | Venceu    | [ 16 ] |

## Prêmio Estilo DF
| Ano  | Categoria            | Indicação       | Resultado | Ref.   |
| ---- | -------------------- | --------------- | --------- | ------ |
| 2021 | Trajetória Artística | Alfonso Herrera | Venceu    | [ 17 ] |

## Prêmios GQ
| Ano  | Categoria   | Indicação | Resultado | Ref.   |
| ---- | ----------- | --------- | --------- | ------ |
| 2015 | Melhor Ator | Sense8    | Venceu    | [ 18 ] |

## Premios Juventud
| Ano  | Categoria           | Indicação                     | Resultado | Ref.   |
| ---- | ------------------- | ----------------------------- | --------- | ------ |
| 2005 | Tórridos Romances   | Alfonso Herrera e Dulce María | Venceu    | [ 19 ] |
| 2006 | El Del Mejor Estilo | Alfonso Herrera               | Venceu    | [ 20 ] |
| 2006 | ¡Está Buenísimo!    | Alfonso Herrera               | Venceu    | [ 20 ] |
| 2007 | El Del Mejor Estilo | Alfonso Herrera               | Indicado  | [ 21 ] |
| 2007 | ¡Está Buenísimo!    | Alfonso Herrera               | Venceu    | [ 21 ] |
| 2008 | El Del Mejor Estilo | Alfonso Herrera               | Indicado  | [ 22 ] |
| 2008 | ¡Está Buenísimo!    | Alfonso Herrera               | Indicado  | [ 22 ] |
| 2009 | El Del Mejor Estilo | Alfonso Herrera               | Indicado  | [ 23 ] |
| 2009 | ¡Está Buenísimo!    | Alfonso Herrera               | Indicado  | [ 23 ] |
| 2010 | ¡Qué Actorazo!      | Venezzia                      | Venceu    | [ 24 ] |
| 2011 | ¡Está Buenísimo!    | Camaleones                    | Indicado  | [ 25 ] |

## Premios Ondas Globales del Podcast
| Ano  | Categoria            | Indicação           | Resultado | Ref.   |
| ---- | -------------------- | ------------------- | --------- | ------ |
| 2023 | Melhor Ator ou Atriz | Batman Desenterrado | Venceu    | [ 27 ] |

## Prêmios People en Español
| Ano  | Categoria                           | Indicação  | Resultado | Ref.          |
| ---- | ----------------------------------- | ---------- | --------- | ------------- |
| 2010 | Melhor Ator/Atriz Juvenil           | Camaleones | Indicado  | [ 28 ] [ 29 ] |
| 2010 | Melhor Casal (com Belinda Peregrín) | Camaleones | Indicado  | [ 28 ] [ 29 ] |

## Prémios Screen Actors Guild
| Ano  | Categoria                       | Indicação | Resultado | Ref.   |
| ---- | ------------------------------- | --------- | --------- | ------ |
| 2023 | Melhor Elenco em Série de Drama | Ozark     | Indicado  | [ 30 ] |

## Prêmio TVyNovelas

### Prêmio TVyNovelas (México)
| Ano  | Categoria           | Indicação | Resultado | Ref.   |
| ---- | ------------------- | --------- | --------- | ------ |
| 2006 | Melhor Ator Juvenil | Rebelde   | Indicado  | [ 31 ] |

### Prêmio TVyNovelas (Colômbia)
| Ano  | Categoria                        | Indicação | Resultado | Ref.   |
| ---- | -------------------------------- | --------- | --------- | ------ |
| 2015 | Melhor Ator Coadjuvante de Série | El Capo   | Indicado  | [ 32 ] |

## Premios de la Agrupación de Críticos y Periodistas de Teatro
| Ano  | Categoria                                 | Indicação                         | Resultado | Ref.   |
| ---- | ----------------------------------------- | --------------------------------- | --------- | ------ |
| 2011 | Revelação Masculina Teatral               | Rain Man                          | Venceu    | [ 33 ] |
| 2019 | Prêmio Ignacio López Tarso de Melhor Ator | La Sociedad De Los Poetas Muertos | Indicado  | [ 34 ] |

## Reconhecimentos
- 2005: Escolhido como o homem mais sexy do México pela revista mexicana Quién.[35]
- 2006: Escolhido como o homem mais desejado e sexy do México pela revista mexicana Quién.[36]
- 2007: A revista People en Español indicou o ator como um de "Los 50 más bellos".[37][38]
- 2009: A revista People en Español indicou o ator como um de "Los 25 hombres más guapos".[39]